# Karmit
Karmit (hebrejsky כרמית) je budované město v Izraeli, v Jižním distriktu v Negevské poušti.

## Geografie
Má se rozkládat v nadmořské výšce cca 390 metrů na severním okraji Negevské pouště, západně od města Mejtar, poblíž křižovatky dálnice číslo 31 a dálnice číslo 60. Region má pouštní charakter, jižně odtud jsou rozsáhlé oblasti s rozptýlenou zástavbou izraelských Arabů, respektive polokočovných Beduínů. Na severní straně se rozkládá uměle vysázený lesní komplex.

## Dějiny

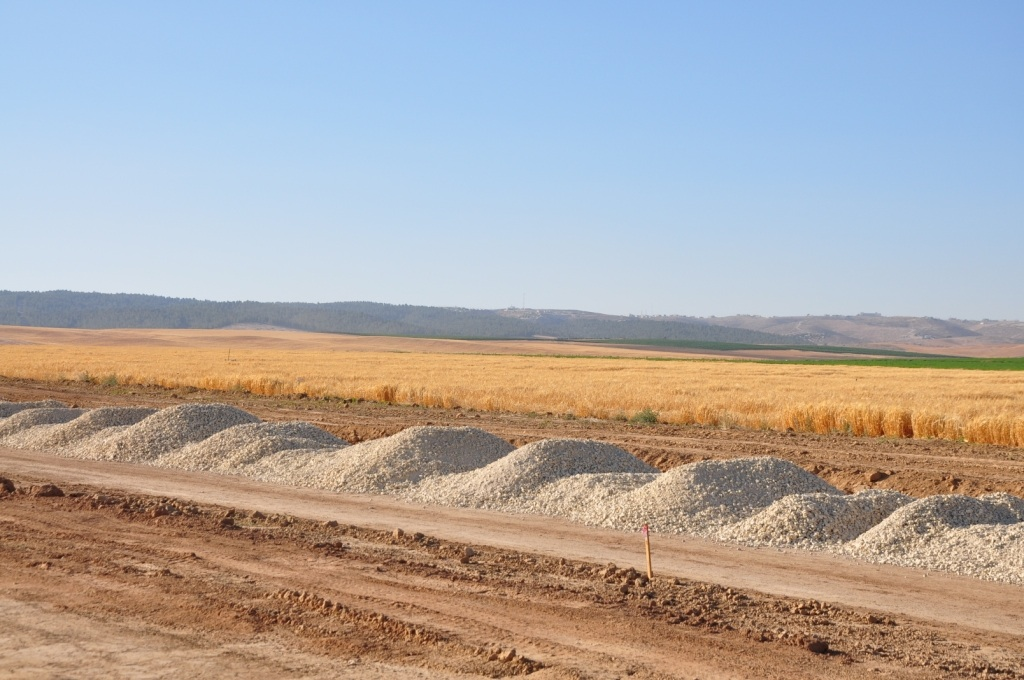
Počáteční stavební práce v Karmitu.

Výstavbu podporuje Židovský národní fond v rámci programu Blueprint Negev, který se zaměřuje na investice v jižní části státu Izrael.
Obec je plánována na cílovou kapacitu více než 2500 rodin. Má jít o socioekonomicky silnou komunitu. V roce 2015 se uvádí, že již byla dokončena příjezdová komunikace a inženýrské sítě na prvních 500 parcelách. Dostavěna byla první synagoga. Během roku 2015 se očekávala výstavba prvních domů s tím, že stálé obyvatelstvo sem mělo přijít počátkem roku 2016.